# Goresoerd
Goresoerd ist eine estnische Deathgrind-Band aus Tallinn, die im Jahr 2004 gegründet wurde.

## Geschichte
Die Band wurde im Jahr 2004 gegründet. Nachdem die erste EP namens Nekromantik im Jahr 2006 bei Stuka Sound Records veröffentlicht wurde, folgte im Jahr 2007 das Debütalbum Goremarket Mid-Prices bei Nailboard Records. Im Februar 2010 erschien das zweite Album Tüdruk ja Surm, wobei die Texte hierfür von Sven Kivisildnik geschrieben wurden. Im Jahr 2011 spielte die Band auf dem Tuska Open Air Metal Festival.

## Stil
Die Band spielt eine Mischung aus Grindcore und groovendem Death Metal. Zudem werden auch gelegentlich Einflüsse aus dem Hardcore Punk verarbeitet.

## Diskografie
- 2006: Nekromantik (EP, Stuka Sound Records)
- 2007: Goremarket Mid-Prices (Album, Nailboard Records)
- 2008: Choice for Tonight (Demo, Eigenveröffentlichung)
- 2010: Tüdruk ja Surm (Album, Nailboard Records)
- 2010: Tukkanuotta / Goresoerd (Split mit Tukkanuotta, Stay Heavy Records)
- 2012: Kuningas Direktor (Demo, Eigenveröffentlichung)